# Bomou Mamadou
Bomou Mamadou est un comédien, danseur, chorégraphe et auteur-compositeur-interprète ivoirien.

## Biographie

### Origine
Bomou Mamadou est né d'un père ivoirien et d'une mère burkinabè.

### Carrière
Chorégraphe, comédien, auteur-compositeur-interprète, Bomou Mamadou passe 15 années de sa carrière dans la troupe Kiyi M’Bock basée à Abidjan, Cocody. Il embrasse une carrière solo en 1998. Historien à sa façon, il est connu sous le pseudonyme de griot moderne en langue malinké qui lui octroie une notorieté dans la région du Mandingue, Sénégal au Niger.
Le 11 décembre 2021, Bomou Mamadou est en concert live à la salle Lougah François du palais de la culture de Treichville à Abidjan.

## Discographie

### Album
2001 : Nlelo, premier album